# عبدالله‌نژاد
عبدالله‌نژاد یک نام خانوادگی ایرانی‌ست و ممکن است به یکی از موارد زیر اشاره داشته باشد:
- سعید عبدالله‌نژاد، بازیکن فوتسال اهل ایران
- مجتبی عبدالله‌نژاد، نویسنده و مترجم اهل ایران